# Reynosa
Reynosa è una città messicana situata nel nord-est del paese nello stato federale del Tamaulipas, presso il confine con gli Stati Uniti d'America; è, inoltre, capoluogo della omonima municipalità.
L'intera municipalità conta 608.891 abitanti (2010) e ha una estensione di 3138,97 km².
La città ospita l'Aeroporto Internazionale Generale Lucio Blanco.

## Storia
Reynosa è stata fondata il 14 marzo 1749 da Carlos Cantú sotto il comando di José de Escandón y Helguera, conte di Sierra Gorda.
Il primo nome della città fu Villa de Nuestra Señora de Guadalupe de Reynosa. Sorgeva in origine a circa 20 km dalla attuale posizione, ma fu trasferita dove si trova ora dopo la disastrosa alluvione del 1802. Fu una delle prime
città ad insorgere durante i moti indipendentisti del 1810.